# Louise Maraval
Pour les articles homonymes, voir Maraval (homonymie).
Louise Maraval (née le 31 juillet 2001 à Cholet) est une athlète française spécialiste du 400 mètres haies. Elle est vice-championne d'Europe et finaliste aux Jeux olympiques de Paris en 2024 et championne de France en 2023 et 2024 dans cette discipline.

## Biographie
Louise Maraval est née à Cholet, mais a grandi dans le nord-est de la Vendée, à La Verrie. 
Elle découvre l'athlétisme à l'école primaire alors qu'elle est en classe de CM1, lors d'une initiation proposée dans son école par le club de l'Entente Sèvre de Saint-Laurent-sur-Sèvre. Elle débute alors en 2008 avec ce club avec des courses jeunes et des cross avant de réaliser sa première compétition en catégorie poussins. Elle s'entraine sur la piste de ce club de 10 à 18 ans.
Elle intègre l'université de Nantes où elle suit un cursus en management du sport.
En 2020, elle est sacrée championne de France en salle du 200 m et  championne de France de l'heptathlon. Elle est médaillée d'argent du relais 4 × 400 mètres aux championnats d'Europe espoirs de 2021 à Tallinn. En 2022, elle devient championne de France espoir en salle du pentathlon, et championne de France espoir en plein air de l'heptathlon et du 400 m haies.
En 2023, elle se classe deuxième de la finale du 400 mètres haies lors des championnats de France en salle à Aubière. Aux Championnats d'Europe espoirs d'athlétisme 2023 à Espoo, elle obtient la médaille d'argent du 400 m haies  et remporte l'or avec le relais 4 × 400 m après un dernier relais remarquable. Encore quatrième à cent mètres de l'arrivée, elle remonte toutes ses concurrentes et coiffe l'athlète suisse sur la ligne. Le 30 juillet 2023, elle remporte le titre du 400 mètres haies des championnats de France à Albi. Aux championnats du monde de Budapest, elle termine quatrième avec le relais 4 × 400 m mixte français en établissant un nouveau record national en 3 min 12 s 25.

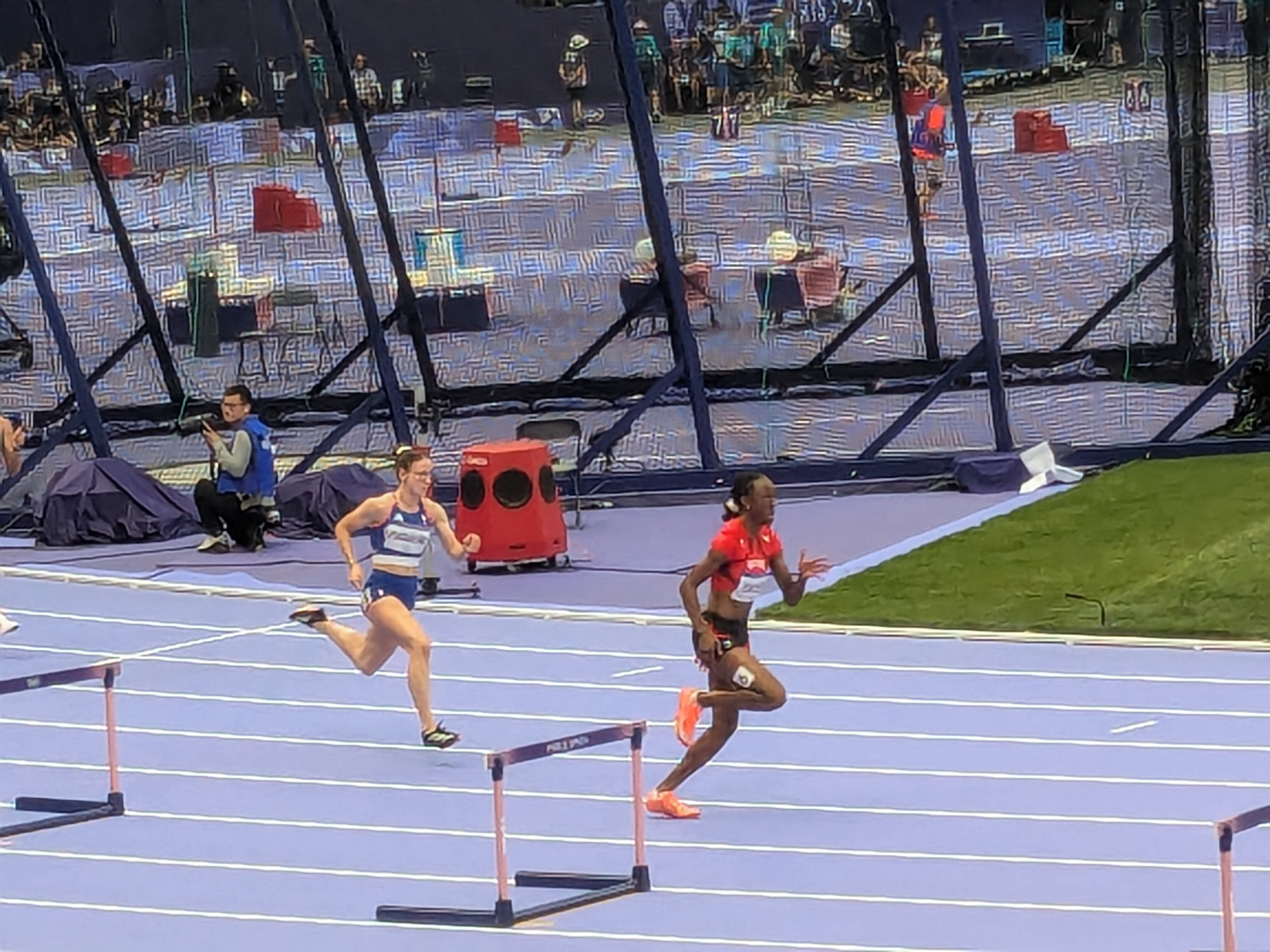
Louise Maraval et Yasmin Giger lors des Jeux Olympiques de Paris 2024.

Le 22 mai 2024, lors du Meeting de Marseille, Louise Maraval établit la deuxième performance française de tous les temps sur 400 m haies, derrière les 53 s 21 de Marie-José Pérec, en signant le temps de 54 s 44. Elle réalise à cette occasion les minimas de qualifications pour les Jeux olympiques de 2024. 
Le 11 juin 2024, elle gagne la médaille d'argent lors des championnats d'Europe à Rome, et devient vice-championne d'Europe derrière Femke Bol, en améliorant son record personnel en 54 s 23 lors de la finale du 400 m haies.
Le 30 juin 2024, elle conserve son titre de championne de France  du 400 mètres haies à Angers devant Shana Grebo, elle amène son record personnel à 53 s 71.
Lors des Jeux olympiques de 2024 à Paris, elle est la première Française à se qualifier pour une finale olympique du 400 mètres haies,  elle se classe 8e (54 s 53), la 1re l'américaine Sydney McLaughlin-Levrone bat le record du monde (50 s 37).

## Palmarès

### International
| Date | Compétition                   | Lieu     | Résultat | Épreuve         | Performance   |
| ---- | ----------------------------- | -------- | -------- | --------------- | ------------- |
| 2021 | Championnats d'Europe espoirs | Tallinn  | 2e       | 4 × 400 m       | 3 min 30 s 33 |
| 2023 | Championnats d'Europe espoirs | Espoo    | 2e       | 400 m haies     | 55 s 83       |
| 2023 | Championnats d'Europe espoirs | Espoo    | 1er      | 4 × 400 m       | 3 min 30 s 60 |
| 2023 | Championnats du monde         | Budapest | 4e       | 4 x 400 m mixte | 3 min 12 s 99 |
| 2023 | Championnats du monde         | Budapest | 9e       | 4 x 400 m       | 3 min 28 s 35 |
| 2024 | Relais mondiaux               | Nassau   | 6e       | 4 x 400 m mixte | 3 min 17 s 38 |
| 2024 | Championnats d'Europe         | Rome     | 2e       | 400 m haies     | 54 s 23       |
| 2024 | Championnats d'Europe         | Rome     | 5e       | 4 x 400 m       | 3 min 23 s 77 |
| 2024 | Championnats d'Europe         | Rome     | finale   | 4 x 400 mixte   | DQ            |
| 2024 | Jeux olympiques               | Paris    | 8e       | 400 m haies     | 54 s 53       |
| 2024 | Jeux olympiques               | Paris    | 5e       | 4 x 400 m       | 3 min 21 s 41 |
| 2024 | Jeux olympiques               | Paris    | finale   | 4 x 400 mixte   | DQ            |

### National
- Championnats de France d'athlétisme :
  - Championne de France du 400 m haies en 2023
  - Championne de France du 400 m haies en 2024

## Records
| Épreuve     | Temps   | Lieu    | Date            |
| ----------- | ------- | ------- | --------------- |
| 400 m       | 52 s 00 | Miramas | 18 février 2024 |
| 400 m haies | 53 s 71 | Angers  | 30 juin 2024    |